# Castelvecchio Subequo
Castelvecchio Subequo là một đô thị thuộc tỉnh L'Aquila trong vùng Abruzzo Ý. Đô thị này có diện tích km², dân số người. Các đô thị giáp ranh gồm: Castel di Ieri, Celano, Cocullo, Gagliano Aterno, Molina Aterno, Ortona dei Marsi, Pescina, Raiano, Secinaro